# Alejandro Andrade
Alejandro „Caillou” Andrade Rivera (ur. 16 sierpnia 2001 w Aguascalientes) – meksykański piłkarz występujący na pozycji defensywnego lub środkowego pomocnika, od 2023 roku zawodnik Necaxy.